# 大泉 (小惑星)
大泉（おおいずみ、4458 Oizumi）は小惑星帯にある小惑星。串田嘉男と村松修が八ヶ岳南麓天文台で発見した。
発見地である山梨県大泉村（現：北杜市大泉町）に因んで名付けられた。